# Верхняя Краснянка
Верхняя Краснянка или Горна Краснянка (на руски: Верхняя Краснянка; на украински: Верхня Краснянка) е миньорско селище в Краснодонския район на Луганска област на Украйна.
Разположено е на левия бряг на река Болшая Каменка (приток на Северский Донец), на 38 km от областния център, град Луганск. Населението е 638 души (по данни от национално преброяване през 2001 г.).
Селището съществува от XVIII век.